# Синий чулок

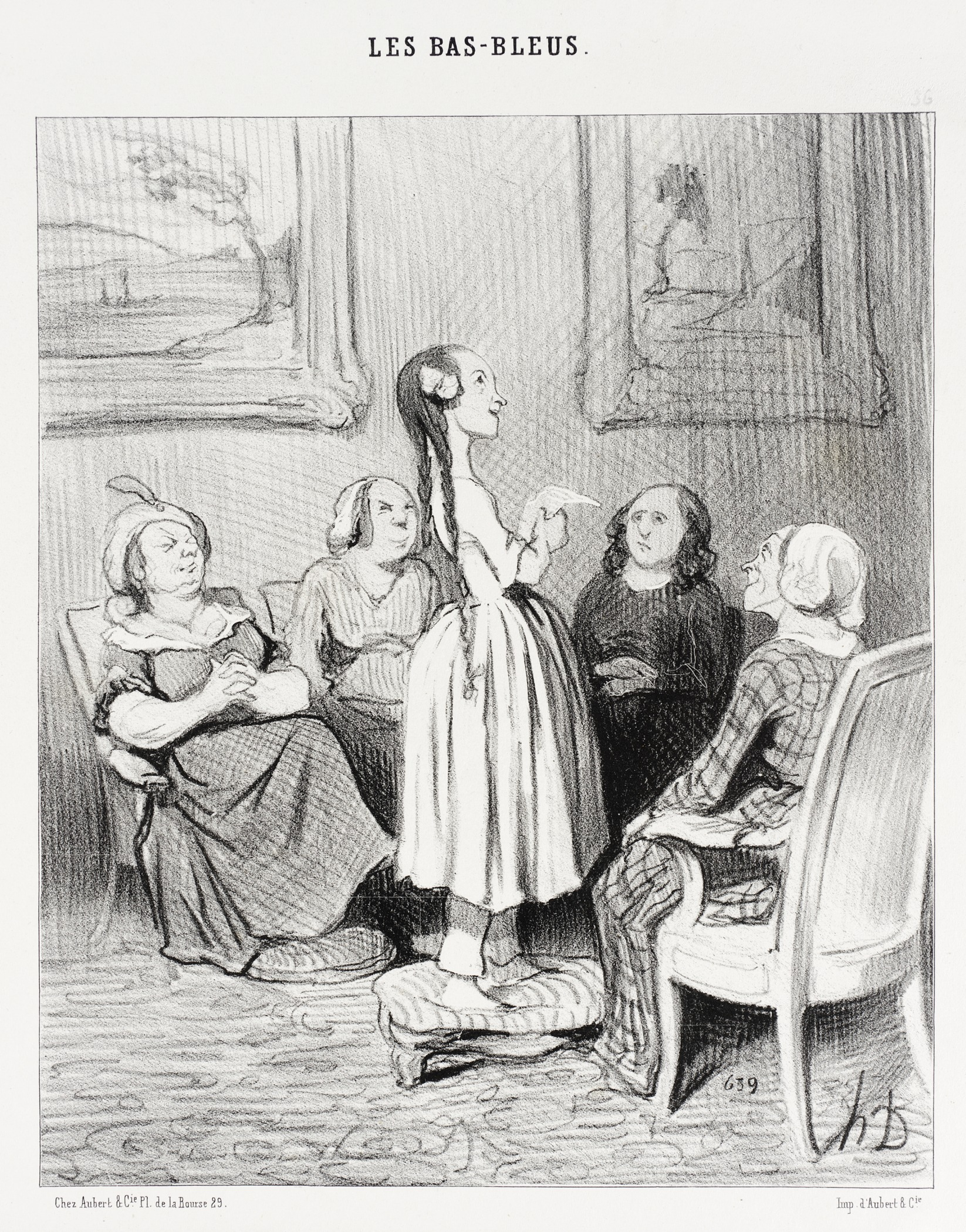
«Синие чулки» на карикатуре Оноре Домье

«Си́ний чуло́к» (англ. bluestocking) — характерное для эпохи Просвещения «насмешливое прозвище учёной женщины, лишённой обаяния и всецело поглощённой книжными интересами». 
В более широком смысле — ироническое обозначение женщины, внешний вид, личные качества, поведение, деятельность, интересы и/или образ жизни которой (либо их проявление в обществе) в значительной степени не соответствуют фемининному стереотипу о них в её окружении — как правило, считаясь подобающими или положительными для мужчин и неподобающими либо ненормальными для женщин.
Выражение родилось в Англии в 1760-х годах в салоне писательницы Элизабет Монтегю (1718—1800). По одной из версий, самым активным и видным членом этого кружка был учёный-ботаник, писатель и переводчик Бенджамин Стиллингфлит (англ. Benjamin Stillingfleet) (1702—1771), который всегда носил синие шерстяные чулки вместо предписанных этикетом чёрных шёлковых. Когда он пропускал заседание кружка, там говорили: «Мы не можем жить без синих чулок, сегодня беседа идёт плохо — нет синих чулок!» Таким образом, прозвище «синий чулок» первым получил мужчина, а сам кружок стали иронически называть «Обществом синего чулка». Позднее «синим чулком» стали называть женщин, которые интересовались литературой и наукой, пренебрегая домом и семьёй.
Есть версия, что кружку леди Монтегю имя «синие чулки» дал адмирал Эдвард Боскауэн (1711—1761), известный как «Неустрашимый старина» или «Кривошеий Дик». Он был мужем одной из наиболее восторженных участниц кружка и грубо отзывался об интеллектуальных занятиях своей жены, насмешливо называя заседания кружка встречами «Общества синих чулок». Выражение стало в Англии нарицательным после того, как поэт Джордж Гордон Байрон написал на салон леди Монтегю сатиру и назвал её «Синие» (англ. The Blues).
Во Франции в XVII веке в Париже тоже существовали салоны, в которых заметную роль играли женщины. И для них существовал собственный термин «учёные женщины» (фр. femmes savantes) по названию комедии Мольера «Учёные женщины», высмеивающей «светских лжеученых педантов».

Синий чулок. — Презрительный термин для обозначения женщины, интересующейся вопросами интеллектуального порядка. В подтверждение цитируйте Мольера.
— Гюстав  Флобер
Член английского «Общества синих чулок» Анна Мор в иронической поэме «Bas-bleu, или беседа» утверждает, что французское название (фр. bas-bleu) родилось в результате буквального перевода каким-то иностранцем английского bluestocking.
В Россию выражение попало из Франции.

Женщины, синие чулочницы, или красные чулочницы, или женщины политические, парламентарные, департаментские — какие-то выродки, перестающие быть женщиной и неспособные быть мужчиною.
— П. А. Вяземский